# Zołoti Prudy
Zołoti Prudy (ukr. Золоті Пруди) – wieś na Ukrainie, w obwodzie donieckim, w rejonie kramatorskim, w hromadzie Ołeksandriwka. W 2001 liczyła 746 mieszkańców, wśród których 681 wskazało jako ojczysty język ukraiński, 59 rosyjski, 2 białoruski, 1 gagauski, a 3 inny.